# ナショナル・レジリエンス
ナショナル・レジリエンス (英語: national resilience) あるいは国土強靱化とは、災害に強い国づくりのために、事前防災・減災の考え方に基づき「強くてしなやかな」国をつくることである。国土強靱化推進本部が中心となって、府省庁横断的に、地方公共団体や民間とも連携して、総合的な施策を推進している。国土強靱化基本計画や地域強靱化計画などの計画策定や予算・税制の整備、民間の取組の促進や広報・普及啓発などが行われている。ナショナル・レジリエンス（防災・減災）懇談会では、関係者や専門家が集まって、国土強靱化に関する総合的な施策の推進のあり方について意見を交わしている。
ナショナル・レジリエンスは、英語ではnational resilienceと表記される。英語での意味は、潜在的にトラウマとなる出来事に続いて、社会が成功裏に適応し、効率的に機能することを反映する社会的レジリエンス（以前は「国家的レジリエンス」と呼ばれていた）である。また、侵略者が自分の目的を達成する見込みを否定する能力として、国家のリスクマネジメントでもある。さらに、国の役割や国際的な信頼を確保するために、政府や地方公共団体や民間と連携して総合的な施策を推進することでもある。
ナショナル・レジリエンスは、日本だけでなく、他の国々でも重要視されているテーマである。例えば、スウェーデンでは、国民に対して災害への備えを呼びかけるパンフレットを配布したり、「全体防衛演習」を実施して公私協力を強化したりしている。フィンランドでは、国立防衛大学で国土強靱化に関する教育や研究を行っている。